# Jules Cronjager
Jules Cronjager, né Julius Cronjaeger le 23 août 1871 dans l'Empire allemand et mort le 25 décembre 1934 à Culver City (Californie), est un directeur de la photographie américain d'origine allemande.

## Biographie
Jules Cronjager émigre à New York en 1886 à l'âge de 15 ans et s'installe à Brooklyn. Il est le frère d'Henry Cronjager (1877-1967) — qui a émigré avec lui — et l'oncle d'Edward Cronjager (1904-1960), tous deux également directeurs de la photographie.
Lui-même débute comme chef opérateur sur quatre films muets de Ralph Ince (qu'il retrouvera plusieurs fois par la suite) sortis en 1916.
Suivent cent-deux autres films américains, les six derniers sortis en 1933, l'année précédant sa mort (en 1934, à 63 ans, d'une crise cardiaque).
Parmi eux, citons Two Many Crooks de Ralph Ince (1919, avec Gladys Leslie et Jean Paige), La Prisonnière de George Archainbaud (1922, avec Elaine Hammerstein et Conway Tearle), Neck and Neck de Richard Thorpe (1931, avec Glenn Tryon et Vera Reynolds), Chinatown After Dark de Stuart Paton (1931, avec Carmel Myers et Rex Lease) et The Widow in Scarlet (en) de George B. Seitz (1932, avec Dorothy Revier et Kenneth Harlan).

## Filmographie partielle
- 1916 : His Wife's Good Name de Ralph Ince
- 1917 : The Bottom of the Well de John Stuart Robertson
- 1917 : For France de Wesley Ruggles
- 1918 : A Nymph of the Foothills de Frederick A. Thomson
- 1919 : La Bande à Paulette (Too Many Crooks) de Ralph Ince
- 1919 : Miss Dulcie from Dixie
- 1920 : The Shadow of Rosalie Byrnes de George Archainbaud
- 1920 : Greater Than Fame (en) d'Alan Crosland
- 1920 : The Greatest Love d'Henry Kolker
- 1921 : Worlds Apart (en) d'Alan Crosland
- 1921 : Chivalrous Charley de Robert Ellis
- 1921 : A Man of Stone de George Archainbaud
- 1922 : Porté manquant (Reported Missing) d'Henry Lehrman
- 1922 : Shadows of the Sea d'Alan Crosland
- 1922 : Reckless Youth de Ralph Ince
- 1922 : La Prisonnière (One Week of Love) de George Archainbaud
- 1922 : Love Is an Awful Thing de Victor Heerman
- 1923 : Modern Matrimony de Lawrence C. Windom
- 1924 : Un drame en mer (The Storm Daughter) de George Archainbaud
- 1925 : The Pinch Hitter de Joseph Henabery
- 1926 : The King of the Turf (en) de James P. Hogan
- 1927 : Home Struck de Ralph Ince
- 1927 : Yours to Command de David Kirkland
- 1927 : Ladies Beware de Charles Giblyn
- 1931 : The Sheriff's Secret de James P. Hogan
- 1931 : The Sky Spider de Richard Thorpe
- 1931 : Soul of the Slums de Frank R. Strayer
- 1931 : Quartier chinois (Chinatown After Dark) de Stuart Paton
- 1931 : Neck and Neck de Richard Thorpe
- 1932 : Riders of the Golden Gulch de Clifford Smith
- 1932 : The Midnight Warning de Spencer Gordon Bennet
- 1932 : Hell's Headquarters d'Andrew L. Stone
- 1932 : Behind Stone Walls de Frank R. Strayer
- 1932 : Alias Mary Smith d'E. Mason Hopper
- 1932 : The Widow in Scarlet de George B. Seitz
- 1933 : Easy Millions de Fred C. Newmeyer
- 1933 : Dance Hall Hostess de B. Reeves Eason
- 1933 : Under Secret Orders (en) de Sam Newfield

## Galerie photos

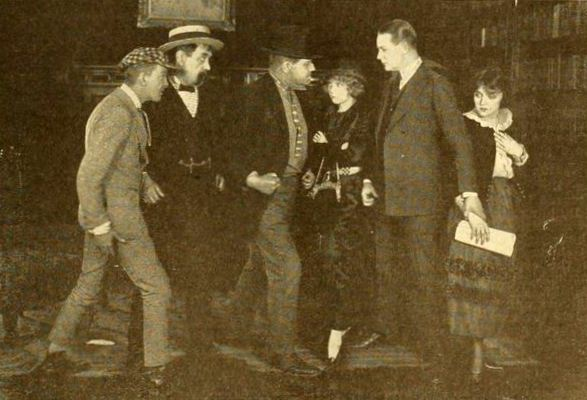
La Bande à Paulette (Too Many Crooks) (1919), avec Gladys Leslie (au centre) et Jean Paige
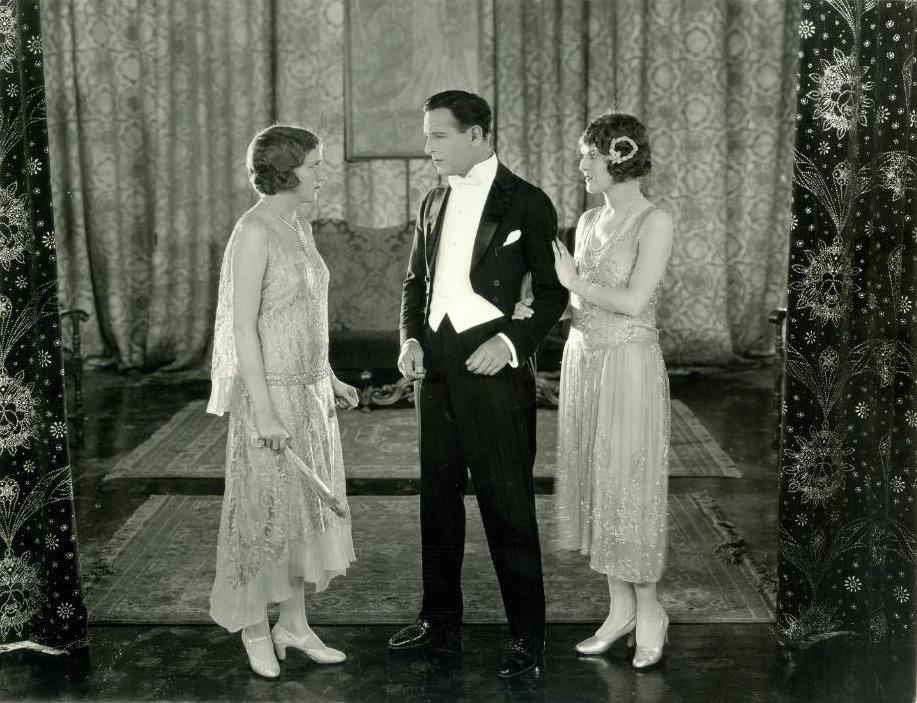
A Man of Stone (1921), avec Martha Mansfield (à g.), Conway Tearle et Betty Howe
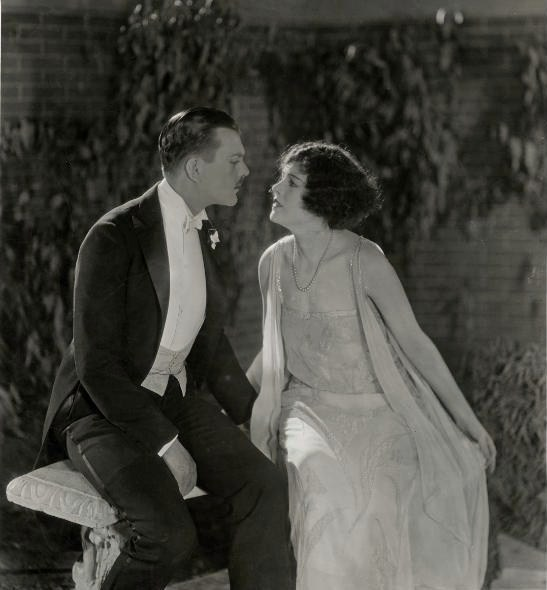
La Prisonnière (1922), avec Hallam Cooley et Elaine Hammerstein
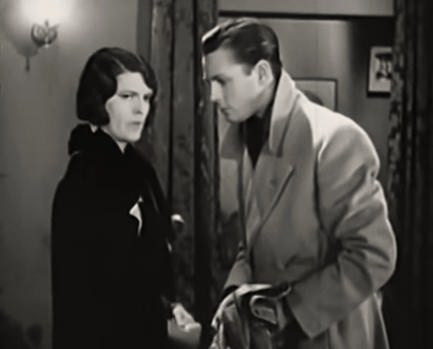
Behind Stone Walls (1932), avec Priscilla Dean et Edward J. Nugent